# Guangpo (köpinghuvudort i Kina, Hainan Sheng, lat 18,55, long 110,05)
Guangpo är en köpinghuvudort i Kina. Den ligger i provinsen Hainan, i den södra delen av landet, omkring 170 kilometer söder om provinshuvudstaden Haikou. Antalet invånare är 22 456. Befolkningen består av 10 479 kvinnor och 11 977 män. Barn under 15 år utgör 21,0 %, vuxna 15-64 år 70 %, och äldre över 65 år 7,0 %.
Närmaste större samhälle är Benhao, 14,6 km nordväst om Guangpo. I omgivningarna runt Guangpo växer i huvudsak städsegrön lövskog.
Genomsnittlig årsnederbörd är 2 185 millimeter. Den regnigaste månaden är september, med i genomsnitt 364 mm nederbörd, och den torraste är januari, med 20 mm nederbörd.